# Hofstetten-Grünau
Hofstetten-Grünau osztrák mezőváros Alsó-Ausztria St. Pölten-i járásában. 2024 januárjában 2712 lakosa volt. 

## Elhelyezkedése

Hofstetten-Grünau a Sankt Pölten-i járásban

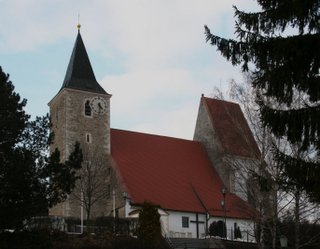
A Szt. György-plébániatemplom

Hofstetten-Grünau a tartomány Mostviertel régiójában fekszik a Türnitzi-Alpokban, a Pielach folyó mentén. Legmagasabb pontja a Plambachecker Höhe (623 m). Területének 29%-a erdő, 63,5% áll mezőgazdasági művelés alatt. Az önkormányzat 8 települést egyesít: Aigelsbach (126 lakos 2024-ben), Grünau (318), Grünsbach (356), Hofstetten (1177), Kammerhof (231), Mainburg (345), Plambach (72) és Plambacheck (87).
A környező önkormányzatok: északra Weinburg, keletre Wilhelmsburg, délkeletre Eschenau, délre Rabenstein an der Pielach, nyugatra Kilb, északnyugatra Bischofstetten.

## Története
Hofstettent először a göttweigi apátság egyik, 1072-1091 között írt oklevelében említik. Grünau templomát valószínűleg a 12. század elején alapította Hochfreie von Hofstetten. Egyházközségéhez tartozott a szomszédos Rabenstein is, amelyet 1283 körül leválasztottak róla. A Hofstetten nemzetség utolsó tagja, Chunrat 1184 körül halt meg. Ezután a település a mainburgi uradalomhoz tartozott, egészen 1591-ig. Bécs 1529-es ostromakor a törökök feldúlták a Pielach völgyét. A protestáns vallás Maximilian von Mamming mainburgi várúr idején terjedt el; ő 1580 körül egy Jakob Egger nevű lutheránus prédikátort hozott Hofstettenbe. 
1590-ben már mezővárosként hivatkoztak Hofstettenre; ekkor Wolkhard von Auersperg volt a mainburgi uradalom birtokosa. 1596-97-ben a felkelő parasztok, 1683-ban a Bécset ostromló törökök dúlták fel a vidéket. 1809-ben Napóleon katonái szállták meg a várost. I. Ferenc József idején egyesítették Grünaut és Hofstettent, és a település az előző nevét kapta. 1896-98-ban megépült a mariazelli vasút. A második világháború utolsó napjaiban a front a Traisen és a Pielach folyók között húzódott. A front végül Grünau területén állt meg, és a szovjetek Wilhelmsburg felől vonultak be a városba.
Az önkormányzat neve 1996-ban Hofstetten-Grünaura változott. 

## Lakosság
A hofstetten-grünaui önkormányzat területén 2024 januárjában 2712 fő élt. Lakosságszáma 1934 óta gyarapodó tendenciát mutat. 2022-ben az ittlakók 95,8%-a volt osztrák állampolgár; a külföldiek közül 0,5% a régi (2004 előtti), 1,7% az új EU-tagállamokból érkezett. 0,6% a volt Jugoszlávia (Horvátország és Szlovénia kivételével) vagy Törökország; 1,4% egyéb ország polgára volt. 2001-ben a lakosok 93,5%-a római katolikusnak, 0,9% evangélikusnak, 0,1% ortodoxnak, 0,9% mohamedánnak, 4% pedig felekezeten kívülinek vallotta magát. Ugyanekkor 9 magyar élt a mezővárosban; a legnagyobb nemzetiségi csoportot a németek (97,7%) mellett a törökök alkották 11 fővel (0,4%). 
A népesség változása:

| 2016 | 2 597 |
| 2018 | 2 693 |

## Látnivalók
- a Szt. György-plébániatemplom

## Fordítás
- Ez a szócikk részben vagy egészben  a   Hofstetten-Grünau című német Wikipédia-szócikk ezen változatának fordításán alapul.  Az eredeti cikk szerkesztőit annak laptörténete sorolja fel. Ez a jelzés csupán a megfogalmazás eredetét és a szerzői jogokat jelzi, nem szolgál a cikkben szereplő információk forrásmegjelöléseként.